# Pantheon des Daoismus

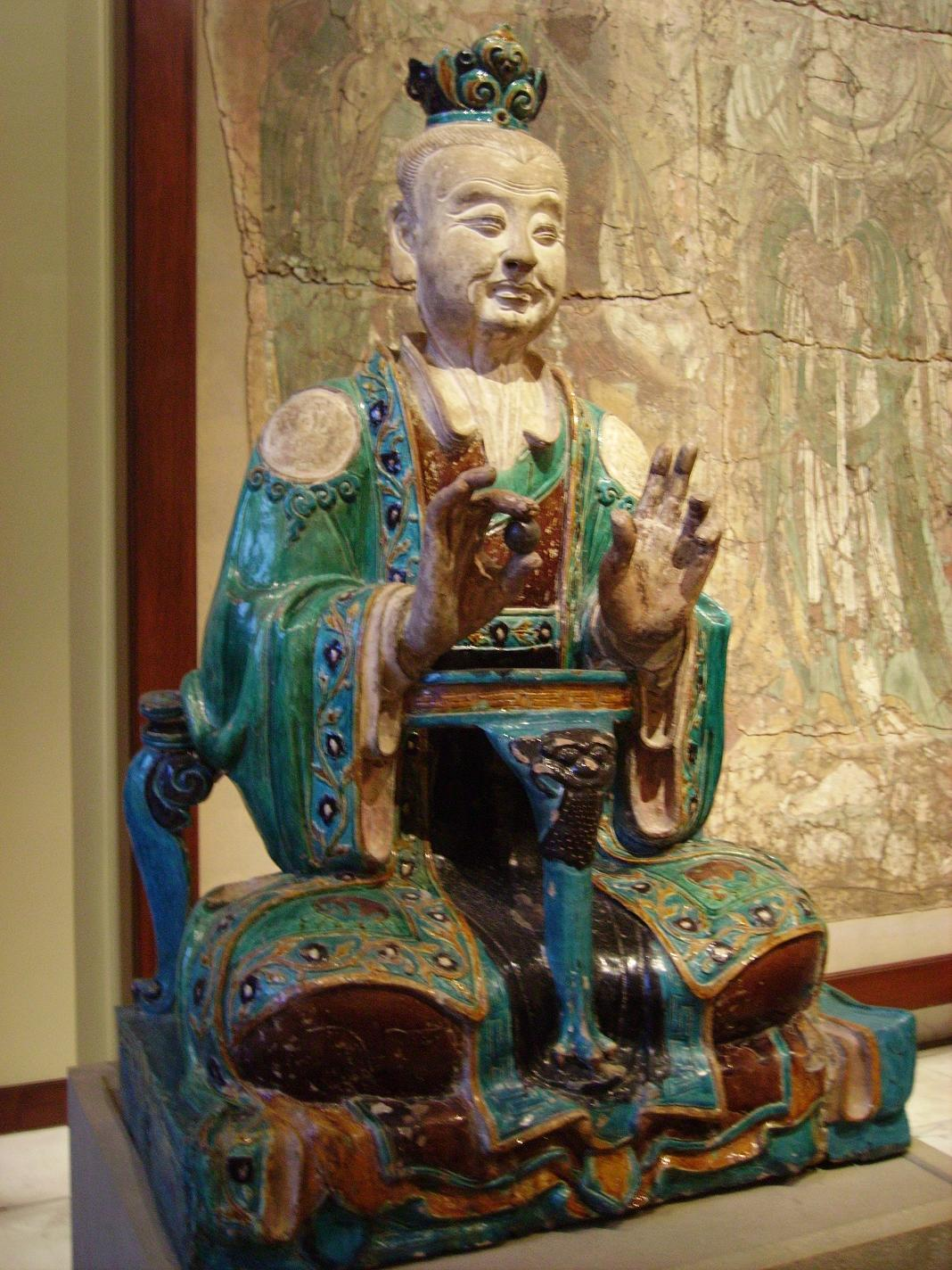
Daoistische Gottheit aus der Ming-Zeit

Das Pantheon des Daoismus bezeichnet die Götter- und Geisterwelt der daoistischen Religion in China. Das daoistische Pantheon hat sich im Laufe der Zeit ständig verändert. Seit der Frühzeit des Daoismus wurden immer wieder neue Gottheiten aufgenommen, während andere aus dem Pantheon verschwanden. Auch die Rangfolge der Gottheiten hat sich häufig verändert, so dass eine feststehende Götterwelt im Daoismus nicht existiert.
Das Pantheon wurde als kaiserlicher Hof des höchsten Herrschers Shangdi im Himmel angesehen und der chinesische Kaiserhof wurde als Reflexion dieses himmlischen Hofes betrachtet. Der chinesische Kaiser bestimmte darüber, welche Gottheiten als orthodox angesehen wurden und welche Gottheiten am Hof zu verehren waren, und deshalb konnte das Pantheon sich je nach Herrscher verändern. In der Spätzeit des Daoismus wurden auch populäre Volksgottheiten in das Pantheon aufgenommen.
Grundsätzlich werden daoistische Gottheiten als Verkörperung des Dao angesehen.
Eine der frühesten daoistischen Gottheiten, die von den Himmelsmeistern verehrt wurde, war Laozi. Eine spätere wichtige Gottheit war Huanglao Jun, eine Verbindung von Huangdi und Laozi. In der daoistischen Schule des Lingbao Pai, ab dem 5. Jahrhundert, wurde dann der Yuanshi Tianzun, der Himmelsehrwürdige des Uranfangs, als höchste Gottheit und Personifizierung des Dao besonders verehrt. Eine andere wichtige daoistische Gottheit, die bereits sehr früh in der chinesischen Geschichte auftrat, war die Königinmutter des Westens. Weitere auch heutzutage noch populäre Götter sind z. B. Mazu, Doumu, Xuanwu und die Wächtergottheit Wang Lingguan.
Im Shangqing-Daoismus wurde später von Tao Hongjing ein Pantheon aus verschiedenen Schulen und Richtungen des Daoismus systematisiert. In diesem Pantheon erscheinen auch konfuzianische Heilige wie Yao und Shun, und Kaiser und historische Personen des Daoismus werden ebenfalls als Gottheiten angeführt. Die unterste Ebene des Pantheons bilden Dämonenbeamte (Guiguan), die als Bürokraten der Höllenbereiche angesehen werden.
Ab der Regierungszeit des Kaisers Huizong wurden auch buddhistische und konfuzianische Gottheiten oder Halbgötter, wie z. B. Bodhisattvas in das daoistische Pantheon aufgenommen.
Ein besonderes Merkmal der daoistischen Götterwelt ist, dass es innere Gottheiten gibt, die mit dem menschlichen Körper in Verbindung gebracht werden, bzw. in diesem residieren. Diese Gottheiten repräsentieren z. B. Yin und Yang oder die fünf Elemente. Daoistische Meditationen über diese inneren Gottheiten sollen zu Gesundheit, Langlebigkeit und Unsterblichkeit führen.
Historische Persönlichkeiten, die im Pantheon des Daoismus als Götter angesehen werden, sind z. B. die so genannten Unsterblichen wie Lü Dongbin und die Acht Unsterblichen. Auch Dämonen und Geister spielen im daoistischen Pantheon eine Rolle, und die Götter- und Geisterwelt wird gleich dem chinesischen Beamtenstaat als Bürokratie angesehen.
Fulu, Talismane und Register, enthalten die für die Ritualpraxis wichtigen Diagramme, Listen und Namen von Gottheiten, Geistern und Dämonen.
Siehe auch: Chinesische Mythologie